# Torre Avante
Torre Avante es un edificio de oficinas ubicado en Antiguo Cuscatlán, El Salvador, específicamente en el Bulevar Orden de Malta en el sector de Santa Elena. La torre es de uso corporativo, mide 45  m y fue diseñada por la marca Seisarquitectos, una empresa fundada en 1997.

## Descripción de la obra
Edificio AVANTE es un Centro de Negocios ubicado en Santa Elena, en el municipio de Antiguo Cuscatlán. Ofrece a inversionistas y usuarios exclusivas oficinas en venta y alquiler desde 115 m². El complejo de oficinas comprende 16 niveles: nueve de oficinas, uno comercial y seis de sótanos. Tiene una altura de 45 m .

### Detalles
- Cuenta con 6 sótanos de estacionamiento que albergan aproximadamente 700 vehículos, 200 son exclusivos para visitas.
- Cuenta con 10 niveles.
- Primer nivel destinado a comercio.
- 9 niveles para oficinas.
- Eficiencia Energética que permite minimizar los costos de operación.
- Posee modernos sistemas de seguridad.

## Anexos
- Anexo:Edificios más altos de Centroamérica
- Anexo:Edificios de El Salvador